# Coule pas chez nous
Coule pas chez nous est une fondation québécoise créée pour lutter contre le transport et l'extraction des énergies fossiles. 

## Histoire
Coule pas chez nous a été créée en 2014 par des citoyens de Kamouraska pour s'opposer au projet d'oléoduc Énergie Est de TransCanada. Au départ, l'organisme n'était qu'un ensemble de comités citoyens bénévoles.
Le passage de Gabriel Nadeau-Dubois dans l'émission Tout le monde en parle à Radio-Canada a permis à Coule pas chez nous d'amasser 250 000 $ lorsque l'ex porte-parole étudiant a annoncé qu'il lui donnerait les 25 000 $ qu'il avait obtenu avec le prix littéraire du gouverneur général pour son livre Tenir tête. Ce faisant, Gabriel Nadeau-Dubois a incité la population à donner également à Coule pas chez nous,. 
Avec l'argent des dons, l'organisation de comités citoyens est alors devenus une fondation destinée à financer les initiatives d'opposition au transport et à l'extraction des énergies fossiles.

## Campagnes
En 2017, la fondation a lancé une bière IPA du même nom en coopération avec vingt-deux microbrasseries dans le but d'attirer l'attention sur les projets Oléoduc Énergie Est et Énergie Saguenay. Une partie des recettes des ventes de bière a été versée à la fondation.
La fondation a lancé en 2018 la campagne « Gaz Jurassique » pour dénoncer les subventions octroyées par les gouvernements aux énergies fossiles. Le terme « Gaz Jurassique » a été choisi pour souligner l'aspect fossile du gaz naturel.